# Devuan
Devuan è un fork di Debian che usa sysvinit invece di systemd, che è l'impostazione predefinita nelle nuove versioni di Debian.

## Storia

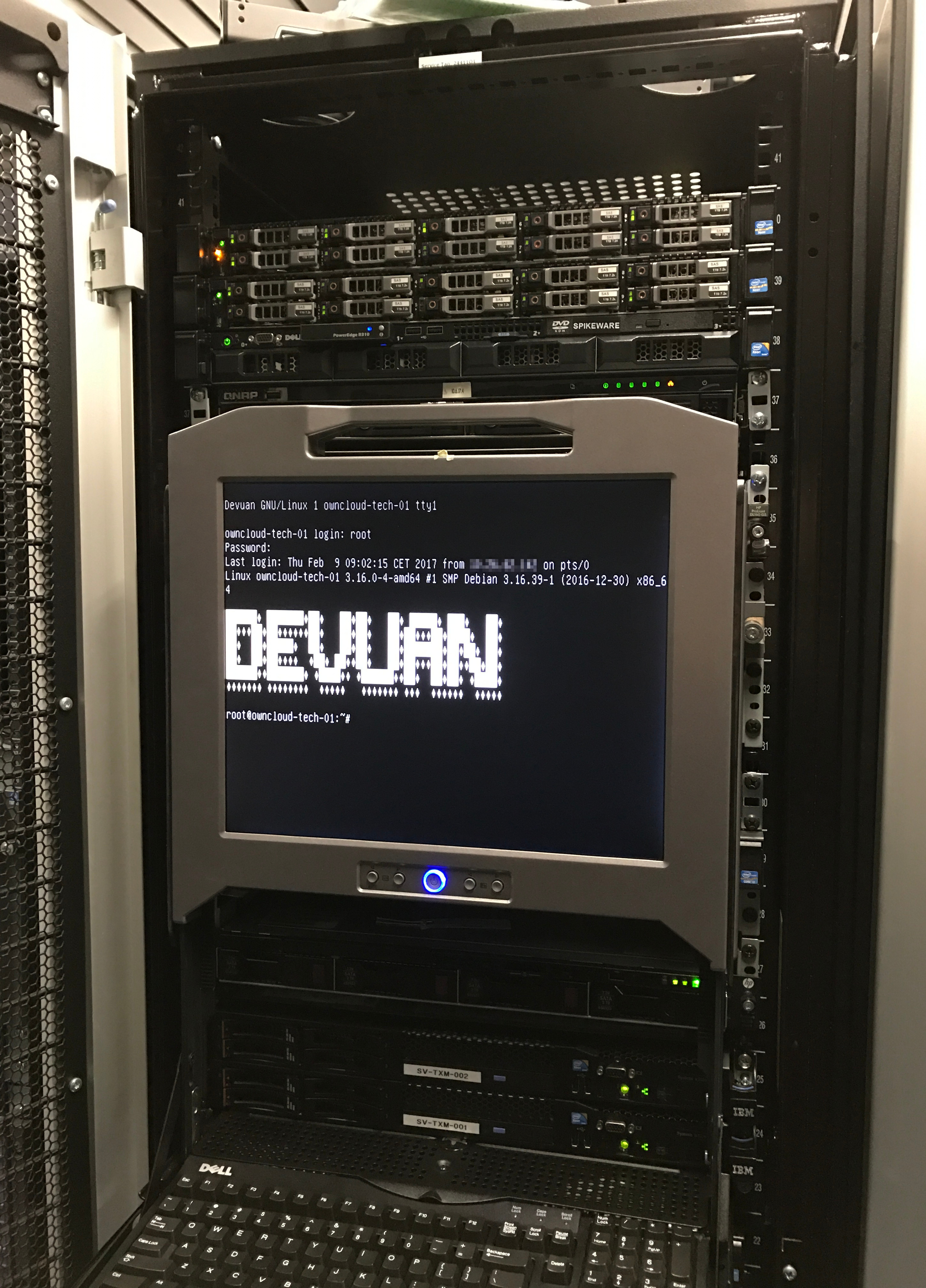
Schermata di login di un server Devuan, con la sua tipica ASCII art in evidenza.

Il rilascio di Debian 8 ha reso ostili alcuni sviluppatori e altri utenti all'adozione di systemd. La prima versione stabile di Devuan è stata pubblicata il 25 maggio 2017.
Devuan ha un proprio repository di pacchetti che rispecchia quello principale di Debian, con modifiche locali fatte solo quando necessario per consentire l'uso di sistemi init diversi da systemd. I pacchetti modificati includono PolicyKit e udisks. Devuan dovrebbe funzionare come la corrispondente versione di Debian. Devuan non fornisce systemd nei suoi repository ma conserva libsystemd0 fino a quando non ha rimosso tutte le dipendenze. 

### Denominazione delle versioni
Invece di continuare la pratica Debian di usare i nomi dei personaggi di Toy Story come nomi in codice dei rilasci, Devuan usa come alias per i nomi delle sue versioni quelli dei pianeti minori . 
| Versione | Denominazione | Basato su            | Data rilascio   | Data fine supporto |
| -------- | ------------- | -------------------- | --------------- | ------------------ |
| 1        | Jessie        | Debian 8 "Jessie"    | 25 maggio 2017  | 30 giugno 2020     |
| 2        | ASCII         | Debian 9 "Stretch"   | 9 giugno 2018   | 1 luglio 2022      |
| 3        | Beowulf       | Debian 10 "Buster"   | 3 giugno 2020   | 30 giugno 2024     |
| 4        | Chimaera      | Debian 11 "Bullseye" | 14 ottobre 2021 | N/A                |
| 5        | Daedalus      | Debian 12 "Bookworm" | 14 agosto 2023  | N/A                |
| 6        | Excalibur     | Debian 13 "Trixie"   | N/A             | N/A                |
| 7        | Freia         | Debian 14 "Forky"    | N/A             | N/A                |
| unstable | Ceres         | Debian "Sid"         | Rolling release | Rolling release    |